# Rio de Manilva
Rio de Manilva är ett vattendrag i Spanien.   Det ligger i provinsen Provincia de Málaga och regionen Andalusien, i den södra delen av landet, 500 km söder om huvudstaden Madrid.